# Sumiko Mitzuko
Sumiko Mitzuko Ortiz, conocida como Sumiko Mitzuko El Terremoto Veracruzano (Veracruz, 22 de diciembre de 1967 - Veracruz, 9 de agosto de 2021), fue una conductora y cantante mexicana especialmente conocida en la escena empresarial de Televisa.

## Carrera artística
Se inició en 1983, en la ciudad de Coatepec, en donde demostró tener una excelente voz y presencia en el escenario.
Se dio a conocer a nivel estatal junto con el presentador Joe de Lara, condujo el programa Bazar del Hogar, transmitido por Televisa. A lo largo de los años Mitzuko se consolidó grabando más de 7 discos, entre los que abarcó varios géneros musicales.
El 9 de agosto de 2021 falleció a los cincuenta y tres años a causa de COVID-19.